# San Jacinto (Masbate)
San Jacinto è una municipalità di quarta classe delle Filippine, situata nella Provincia di Masbate, nella Regione di Bicol.
La municipalità è una delle 4 che formano l'isola di Ticao.
San Jacinto è formata da 21 baranggay:
- Almiñe
- Bagacay
- Bagahanglad
- Bartolabac
- Burgos
- Calipat-An
- Danao
- District I (Pob.)
- District II (Pob.)
- District III (Pob.)
- District IV (Pob.)
- Dorong-an Daplian
- Interior
- Jagna-an
- Luna
- Mabini
- Piña
- Roosevelt
- San Isidro
- Santa Rosa
- Washington